# Än en gång
Än en gång är ett studioalbum på LP och Kassett, av det svenska dansbandet Thor-Erics från 1981. Albumet är den 12:e i ordningen, sedan starten 1967. Produktion och arrangemang är gjord av Nick Borgen (som var med medlem i bandet) och Thor-Erics.

## Låtlista
SID A
1. Skyhöga vågor (I see the moon) (M.Wilson/K.Almgren)
2. Om du hade samma känslor som jag (N.Borgen/R.Resac)
3. Kom igen till din vän (It's been so long) (I.Gomm/N.Borgen/P.Resac)
4. Sentimiento (N.Borgen/P.Resac)
5. Nu har du blivit kär igen (N.Borgen/P.Resac)
6. Jag är ung och natten är min (Almost saturday night) (J.Fogerty/N.borgen/P.Resac)

- SID B

1. Tiden blir vad du gör den till (G.Persson/H.Östh)
2. Du glömmer allt vi har (Don't throw it all away) (D.Mindel/G.Benson/L.Andersson)
3. Om du vill ta mig (Get you love right) (A.David/L.Martin/N.Borgen/P.Resac)
4. Där ingen går ensam (You'll never walk alone) (R.Rodgers/Hammerstein II/N.Borgen/P.Resac)
5. När vi vaknar i morgon (Luckenbach Texas) (C.Moman/B.Emmons/M.Rådberg)
6. Om jag får dig (You're all I need) (Steinhauer/Bastos/Steinhauer/Arrendell/N.Borgen/P.Resac)